# Um Defeito de Cor
Um Defeito de Cor é um romance metaficcional da escritora brasileira Ana Maria Gonçalves (Ibiá – MG), publicado em 2006.
A obra figurou na sétima posição da lista dos 200 livros mais importantes para entender o Brasil, divulgado pela Folha de S.Paulo em 2022, no âmbito do projeto "200 anos, 200 livros".
Em 2024, o livro ganhou nova projeção na mídia por ter sido a inspiração do samba enredo da Portela, no carnaval do Rio de Janeiro daquele ano.

## Enredo
O livro conta a história da vida de Kehinde, uma ex-escravizada africana, idosa, que viveu no Brasil durante a maior parte do século XIX. Ele se inicia com a protagonista retornando à África, após ter sido escravizada e vivido experiências traumáticas no Brasil. Seu propósito principal é a busca de um filho, perdido há décadas. Ao longo do percurso da viagem, ela reflete sobre sua vida, desde a infância no Reino de Daomé (atual Benim), a captura aos oito anos de idade, tráfico, e escravização na Ilha de Itaparica, Bahia, e como isso resultou em inúmeras violências, a vida como adulta na Bahia, como conseguiu a Carta de alforria e o retorno à África como uma empresária bem sucedida, vivendo em meio a uma comunidade de ex-escravizados no Brasil, que retornaram ao Benin e à Nigéria.

## Inspiração
O romance é uma dramatização da vida de Luísa Mahin, mãe do poeta e advogado abolicionista Luis Gama. O romance descreve vários eventos históricos, inclusive a Revolta dos Malês (1835) e a Sabinada (1837-1838). Apesar do número de menções históricas à Luísa Mahin, ela é frequentemente tratada na história brasileira como uma figura mítica, como reportado em livros recentes que tratam da dimensão racial desse apagamento.
A Lei n.º 13.816, de 24 de abril de 2019, inscreveu o nome de Luísa Mahin no Livro dos Heróis e Heroínas da Pátria, depositado no Panteão da Pátria e Liberdade Tancredo Neves, em Brasília.

## Recepção
Desde a sua publicação, o romance foi alvo de ampla discussão na imprensa e na academia brasileiras. Ele foi escolhido pela Folha de São Paulo como um dos livros mais importantes para entender a história do Brasil.
Numerosos estudos foram feitos sobre Um Defeito de Cor, analisando o romance pela forma como retrata raça, classe, gênero e a história da escravidão.
Em 2007, a obra ganhou o prêmio Casa de las Américas, em Cuba. 

## Um Defeito de Corna Cultura Popular
O romance Um Defeito de Cor inspirou uma mostra que abriu no Museu Nacional da Cultura Afro-Brasileira (Muncab), em Salvador em 2023. 
Em 2024, o romance inspirou o samba-enredo da escola de Samba Portela, no Carnaval do Rio de Janeiro.